# ابردن
ابردن (انگلیسی: Abrdn) شرکت خدمات مالی اسکاتلندی است، که در سال ۲۰۱۷ توسط داگلاس فلینت تأسیس شد.